# Affaire de la barge Tremblay
L'affaire de la barge Tremblay est un scandale politique canadien qui a ébranlé le ministère des Douanes du Canada en 1924.

## Déroulement
En 1924, la « barge Tremblay » remonte le fleuve Saint-Laurent à partir de la Gaspésie. La Police des liqueurs a eu comme indication que la barge serait chargée d'alcool de contrebande. Des policiers observent discrètement le bateau. À Saint-Sulpice, le 24 novembre, des policiers arrêtent le capitaine Tremblay, une partie de l'équipage (dont deux Américains). La police saisit 2 800 caisses de scotch totalisant un volume d'environ 24 000 gallons (110 000 l) d'alcool. À l'arrivée de la barge au port de Montréal, le chef du service préventif des douanes, Joseph-Alfred-Edgard Bisaillon, après une brève dispute avec les policiers, se saisit de la compétence de l'affaire.
Le directeur de la Police des liqueurs, le général Edmond de Bellefeuille Panet, ordonne alors la surveillance des suspects. En février 1925, quatre individus sont arrêtés pour conspiration de fraude : J. F. Simons (maître du port de Montréal), George  Hearn (agent de navigation), Joseph-Alfred-Edgard Bisaillon (chef au service préventif des douanes) et Ludger Brien (garagiste de  Montréal, ancien employé au douane et partenaire de Bisaillon).
Lors de l'enquête, la police a découvert que Bisaillon a déposé 69 000 $CA dans un compte en banque personnel. Il est accusé d'avoir revendu la cargaison saisie au crime organisé. Ce dernier possède d'ailleurs une propriété dans les Cantons-de-l'Est, situé sur la frontière canado-américaine.
Le juge de la Cour des sessions de la paix, Philippe-Auguste Choquette, décide que tous doivent subir un procès, sauf Bisaillon. Il a en effet donné comme alibi que l'argent a servi à ouvrir un bureau des douanes à Farnham. Il admet plus tard en commission parlementaire que l'argent provient de la vente d'alcool.

## Commission parlementaire
Des journalistes creusent l'histoire de la barge Tremblay sans relâche au cours de l'année 1925. Selon des rumeurs, Bisaillon ferait de la contrebande d'alcool depuis plusieurs années. Le ministère des Douanes, ainsi que son ministre Jacques Bureau, seraient possiblement impliqués. Le premier ministre du Canada, Mackenzie King, qui considère Bisaillon comme un voleur, l'a renvoyé de la fonction publique le 11 décembre 1925. Néanmoins, il n'est pas autant satisfait de la performance de Jacques Bureau, qu'il a nommé au sénat du Canada en septembre 1925. De plus, cette nomination  l'a privé d'un bouc émissaire. 
L'opposition d'Arthur Meighen mène à la mise en place d'une enquête publique. Le « Comité spécial d'enquête sur l'administration du ministère des Douanes et de l'Accise » est alors formé sous la présidence de Henry Herbert Stevens. Du 9 février au 11 juin 1926, 224 témoins sont entendus. Le comité met au jour une corruption généralisée, Bureau, Bisaillon et d'autres ayant participé dans des activités de contrebande. Lors du dépôt du rapport en juin 1926, le comité recommande d'établir des procédures des compagnies en recouvrement, ainsi que des enquêtes dans tous les ports canadiens.